# Harriet Cohen
Harriet Cohen (Londres (Regne Unit), 2 de desembre, 1901 - Idem. 13 de novembre, 1967), fou una pianista britànica.
Va seguir estudis a la Royal Academy of Music i a l'escola del professor Tobías Matthay, de la qual després, el 1922, seria professora. El 1920 havia donat el seu primer recital al Wigmore Hall en un recital conjunt amb el tenor John Coates. ,[1]. Va actuar als Festivals de Salzburg l'any 1924, temps que marca un gran impuls a la seva carrera de concertista.
Va recórrer diversos països d'Europa i Amèrica, aconseguint èxits excel·lents. A Espanya va obtenir especialment grans triomfs; així va ser en intervenir als concerts de l'orquestra Pau Casals i de l'Associació de Música de Cambra (Barcelona).
Era considerada com una insígnia especialista en la música moderna del seu país, i, en particular, de les obres d'Arnold Bax; aquest va compondre per ella diverses peces i concerts. El 1948 va patir un accident que li costaria la paralització de la mà dreta.